# ديريك ستانفورد
ديريك ستانفورد هو سياسي أمريكي، ولد في 18 أكتوبر 1970. نشط حزبياً في الحزب الديمقراطي. وقد انتخب عضو مجلس نواب واشنطن ‏.